# HTTU Futbol Topary
Lo HTTU Futbol Topary, meglio noto come HTTU Aşgabat, è una società calcistica con sede nella città di Aşgabat, in Turkmenistan. 
HTTU è l'acronimo di Halkara türkmen-türk uniwersiteti che in lingua turkmena significa Università internazionale turkmeno-turca. Lo HTTU infatti è la rappresentativa calcistica della suddetta università. Il club fu fondato nel 2003 e disputa le sue gare allo Stadio HTTU. 

## Storia
Nel 2014 ha vinto la Coppa del Presidente. Ha inoltre preso parte in due occasioni alla Coppa dell'AFC (la seconda competizione asiatica per club per importanza), non riuscendo però mai a superare il primo turno.

## Palmarès

### Competizioni nazionali
- Campionato turkmeno: 4

2005, 2006, 2009, 2013
- Coppa del Turkmenistan: 2

2006, 2011
- Supercoppa del Turkmenistan: 3

2005, 2009, 2013

### Competizioni internazionali
- Coppa del Presidente dell'AFC: 1

2014

### Altri piazzamenti
- Campionato turkmeno

Secondo posto: 2007, 2008, 2011
Terzo posto: 2012
- Coppa del Turkmenistan:

Finalista: 2008, 2012
- Supercoppa del Turkmenistan:

Secondo posto: 2006, 2012, 2014
- Coppa del Presidente dell'AFC:

Semifinalista: 2010
- Coppa dei Campioni della CSI:

Semifinalista: 2010

## Rosa 2016
| N. |                         | Ruolo | Calciatore           |
| -- | ----------------------- | ----- | -------------------- |
| 1  | Turkmenistan (bandiera) | P     | Nurgeldi Astanow     |
| 3  | Turkmenistan (bandiera) | D     | Hoşgeldi Hojowow     |
| 5  | Turkmenistan (bandiera) |       | Azat Şamyradow       |
| 6  | Turkmenistan (bandiera) | C     | Gurbangeldi Batyrow  |
| 7  | Turkmenistan (bandiera) | A     | Hemra Amanmämmedow   |
| 8  | Turkmenistan (bandiera) | C     | Döwlet Döwletmyradow |
| 9  | Turkmenistan (bandiera) | D     | Nurýagdy Muhammedow  |
| 10 | Turkmenistan (bandiera) | C     | Pirmyrat Sultanow    |
| 11 | Turkmenistan (bandiera) | C     | Orazberdy Myradow    |

| N. |                         | Ruolo | Calciatore              |
| -- | ----------------------- | ----- | ----------------------- |
| 14 | Turchia (bandiera)      | C     | Okan Ersoy              |
| 15 | Turkmenistan (bandiera) | D     | Begenç Saidmamedow      |
| 16 | Turkmenistan (bandiera) | P     | Döwletmuhammet Jallatow |
| 19 | Turkmenistan (bandiera) |       | Pirguly Saparow         |
| 20 | Turkmenistan (bandiera) |       | Durdymyrat Sähetmyradow |
| 21 | Turkmenistan (bandiera) | C     | Wezirgeldi Ylýasow      |
| 22 | Turkmenistan (bandiera) | A     | Ýunus Hürmenow          |
| 26 | Turkmenistan (bandiera) |       | Batyrgylyç Berdiýew     |
| 29 | Turkmenistan (bandiera) |       | Agajan Altyýew          |

## Rosa 2014
| N. |                         | Ruolo | Calciatore            |
| -- | ----------------------- | ----- | --------------------- |
| 1  | Turkmenistan (bandiera) | P     | Nurgeldi Astanow      |
| 2  | Turkmenistan (bandiera) |       | Hemaýat Kömekow       |
| 3  | Turkmenistan (bandiera) |       | Şöhrat Söýünow        |
| 4  | Turkmenistan (bandiera) | C     | Akmyrat Jumanazarow   |
| 5  | Turkmenistan (bandiera) |       | Azat Şamyradow        |
| 6  | Turkmenistan (bandiera) |       | Döwran Allanazarow    |
| 7  | Turkmenistan (bandiera) |       | Muhammed Astanow      |
| 9  | Turkmenistan (bandiera) | A     | Süleýman Muhadow      |
| 10 | Turkmenistan (bandiera) |       | Guwanç Hangeldiýew    |
| 11 | Turkmenistan (bandiera) | D     | Nurýagdy Muhammedow   |
| 12 | Turkmenistan (bandiera) | D     | Serdar Annaorazow     |
| 13 | Turkmenistan (bandiera) | D     | Annasähet Annasähedow |

| N. |                         | Ruolo | Calciatore          |
| -- | ----------------------- | ----- | ------------------- |
| 14 | Turchia (bandiera)      | C     | Okan Ersoy          |
| 15 | Turkmenistan (bandiera) | D     | Begenç Saidmamedow  |
| 16 | Turkmenistan (bandiera) | P     | Gurbanmyrat Garaýew |
| 17 | Turkmenistan (bandiera) |       | Gurbangeldi Batyrow |
| 19 | Turkmenistan (bandiera) | A     | Furkat Tursunow     |
| 20 | Turkmenistan (bandiera) |       | Pirmyrat Sultanow   |
| 21 | Turkmenistan (bandiera) |       | Wezirgeldi Ylýasow  |
| 22 | Turkmenistan (bandiera) |       | Ýunus Hürmenow      |
| 23 | Turkmenistan (bandiera) |       | Dawid Sarkisow      |
| 26 | Turkmenistan (bandiera) | P     | Kuwwat Tanaýew      |
| 30 | Turkmenistan (bandiera) |       | Ýakup Ekezow        |